# Damsay
Damsay är en ö i Storbritannien.   Den ligger i kommunen Orkneyöarna och riksdelen Skottland, i den norra delen av landet, 800 km norr om huvudstaden London. Arean är 0,18 kvadratkilometer. Trakten runt Damsay består i huvudsak av gräsmarker.

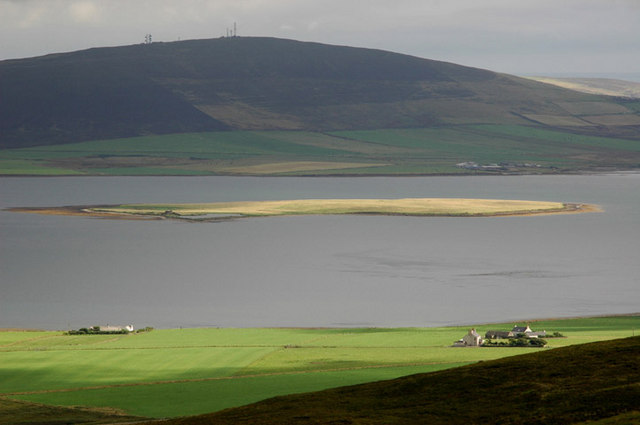